# Deep East Texas
Il Deep East Texas è una subregione del Texas orientale, negli Stati Uniti d'America. Secondo il Deep East Texas Council of Governments è costituita dalle seguenti dodici contee: Angel, Houston, Jasper, Nacogdoches, Newton, Polk, Sabine, San Augustine, San Jacinto, Shelby, Trinity e Tyler. Molte strutture in queste contee sono state pesantemente danneggiate o distrutte dall'uragano Rita. 
La denominazione Deep (letteralmente "profondo", "intenso") deriva dalla somiglianza culturale e ambientale con il Texas orientale, ma con una posizione "più profonda", vale a dire più orientale e lontana dalla costa del Golfo del Messico. Parte della zona è nota anche come The Big Thicket (letteralmente "la grande boscaglia"), allusione ai densi boschi di conifere che la ricoprono.
Le principali città sono Nacogdoches, la più antica città del Texas (risale infatti al XVIII secolo), e San Augustine.